# 伊通河

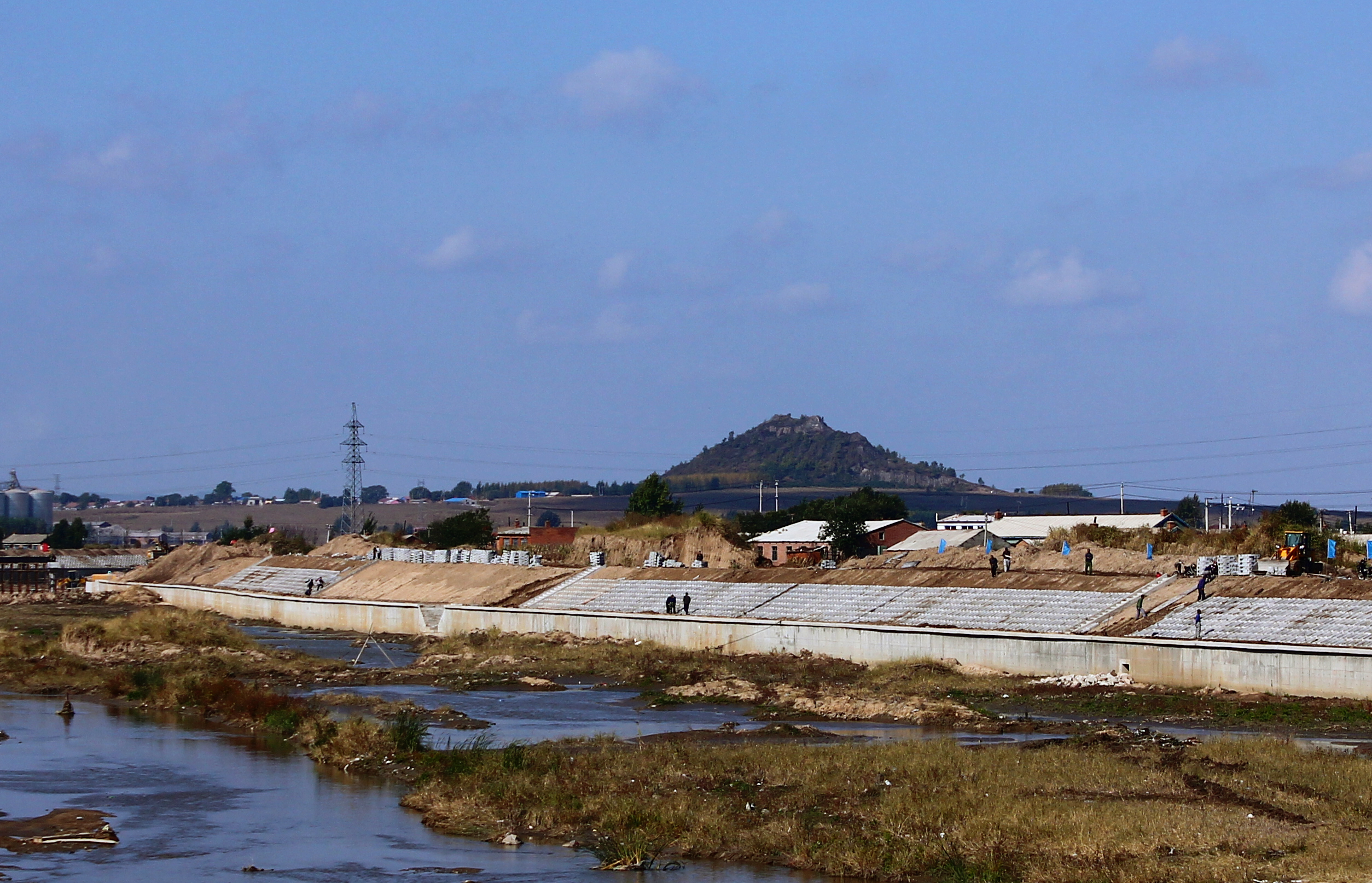
伊通満族自治県市街地付近の伊通河と西尖山

伊通河（いつう-が、満州語：ᡞᡨᡠ
ᡠᠯᠠ、転写：itu ula）は中華人民共和国吉林省を流れる川。長春市街区のすぐ東を流れているので有名である。

## 概要
伊通河は伊通満族自治県の青頂嶺に源を発して、北へ長春市内、徳恵市内へと流れ、飲馬河に合流して間もなく松花江にそそぐ。全長342キロメートル、流域面積は8,440キロメートル。
南北朝時代に夫余がこの川岸に王城を築いている。